# Falara

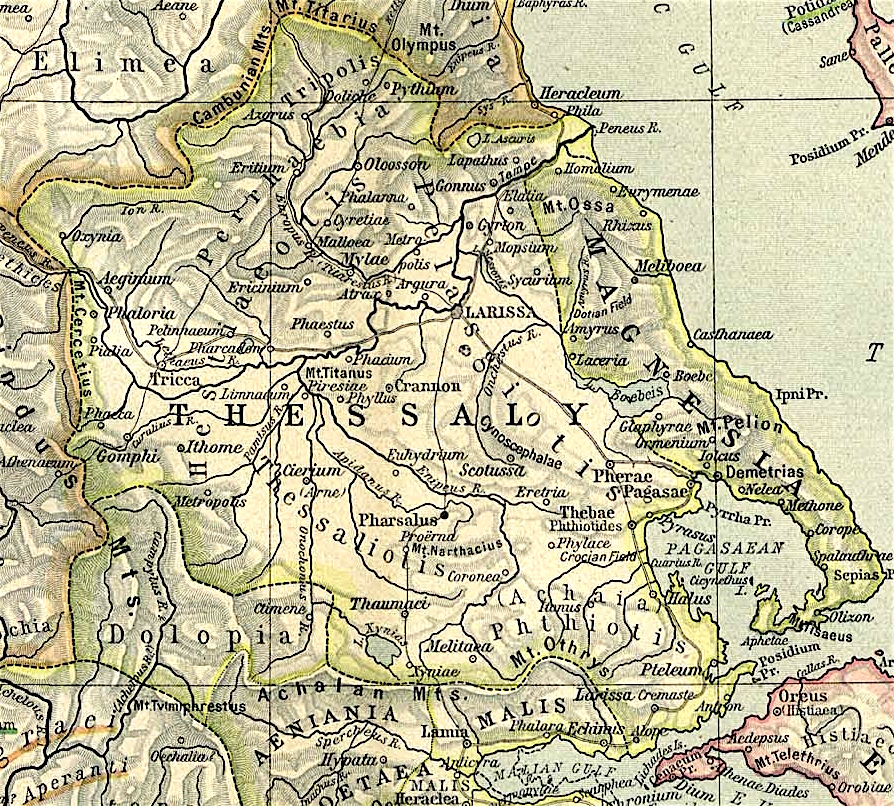
Mappa ritraente la Tessaglia antica. Falara è situata in basso e centralmente nel Golfo Maliaco.

Fàlara (in greco antico: τὰ Φάλαρα?) era una città della Malide, gestita come porto dalla città di Lamia. Oggi corrisponde alla città di Stylida.